# Czakrulo

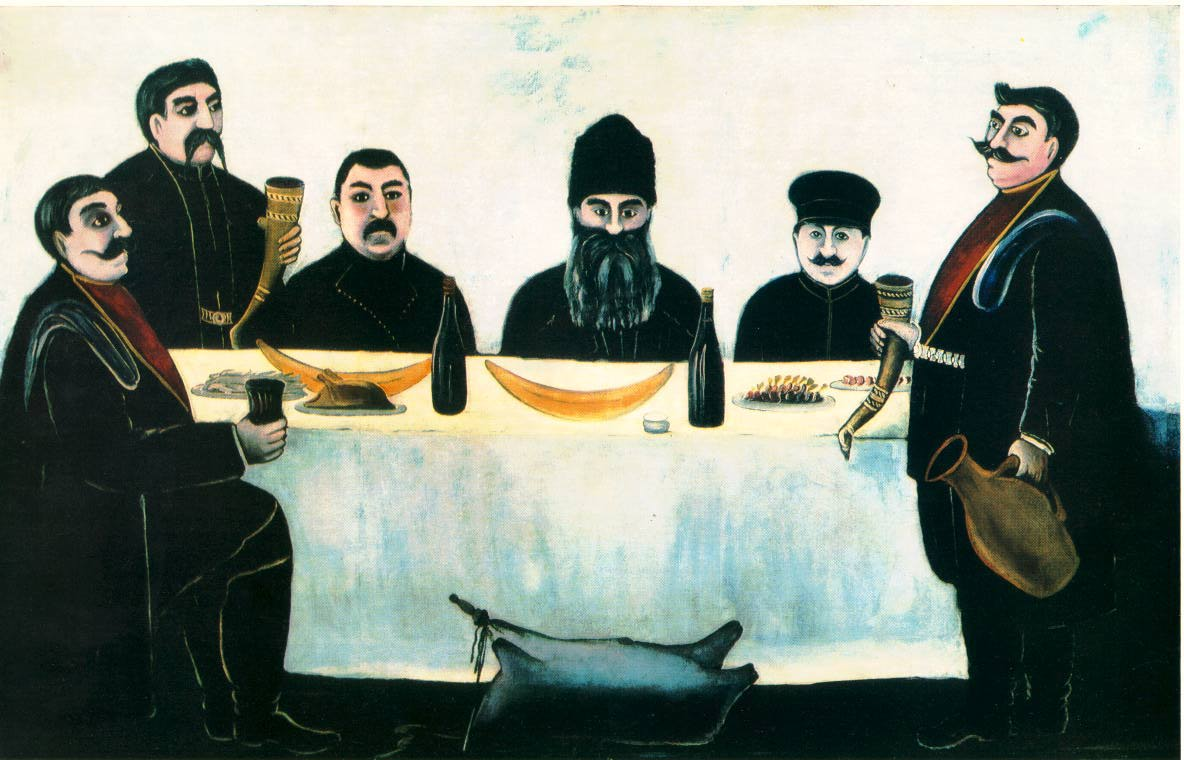
Niko Pirosmanaszwili, Uczta, 2. dekada XX w.

Czakrulo (gruz. ჩაკრულო) – rodzaj gruzińskiej ludowej pieśni polifonicznej. 
W 2008 roku praktyka gruzińskiego śpiewu polifonicznego z jego różnymi formami została wpisana na listę niematerialnego dziedzictwa kulturowego UNESCO.

## Opis
Pieśni polifoniczne śpiewane w języku gruzińskim można podzielić na trzy rodzaje polifonii: polifonię złożoną, która jest powszechna w Swanetii; dialog polifoniczny wykonywany z akompaniamentem kontrabasu, często spotykany we wschodniej Gruzji (Kachetia) oraz polifonię kontrastową, złożoną z trzech w znacznej mierze improwizowanych fragmentów, która jest popularna w zachodniej Gruzji. 
Pieśni czakrulo, należące do tradycji świeckiej, śpiewane są przy stole podczas przyjęć, a także wykonywane na festiwalach. Należą do jednej z trzech kategorii polifonii gruzińskiej, praktykowanej w Swanetii - do polifonii złożonej. Czakrulo cieszy się wysokim uznaniem ze względu na zawarte w tekście metafory, a także na fakt, że utwór ten wymaga szczególnych umiejętności głosowych, gdyż zawiera partie jodłowania – krimanczuli (კრიმანჭული), a także „pianie koguta” wykonywane falsetem. Uroczyste utwory, takie jak pieśń o długowieczności, są śpiewane na przyjęciach jako element tradycji ściśle związanej z kultem winorośli, sięgającej VIII wieku. W dawnych czasach pieśni przenikały wszystkie sfery życia społecznego, od pracy w polu (w pieśni naduri słychać odgłosy wysiłku fizycznego) aż po leczenie chorób i obchody Bożego Narodzenia (kolęda alilo). Gruzińska tradycja polifoniczna znalazła również swoje miejsce w bizantyjskich hymnach liturgicznych, które w końcu stały się jej czołową formą wyrazu. 
W 1977 roku pieśń czakrulo została umieszczona na Voyager Golden Record, pozłacanych dyskach, które zostały umieszczone na dwóch sondach wystrzelonych przez NASA w ramach programu Voyager . Dyski te zawierają dźwięki i obrazy mające ukazać różnorodność życia i kultur na Ziemi i przeznaczone są dla pozaziemskich cywilizacji lub ludzi z przyszłości, którzy zdołaliby je odnaleźć. Wysokiej rangi rosyjscy politycy zabiegali o umieszczenie na płycie utworu Podmoskiewskie wieczory, wtedy zwrócono się do muzykologa i folklorysty Alana Lomaxa, który odrzucił rosyjską piosenkę i polecił właśnie gruzińską czakrulo. Pieśń wykonał Narodowy Zespół Pieśni i Tańca Gruzji, znany jako Erisioni, pod kierunkiem Anzora Kawsadzego. Wokale wykonali Ilia Zakaidze jako pierwszy tenor i Rostom Saginaszwili jako drugi tenor . 
W 2001 roku gruziński śpiew polifoniczny został proklamowany arcydziełem ustnego i niematerialnego dziedzictwa ludzkości a w 2008 roku wpisany na listę niematerialnego dziedzictwa kulturowego UNESCO.